# Dennis Rodman
Dennis Keith Rodman (ur. 13 maja 1961 w Trenton) – amerykański koszykarz, grający na pozycji silnego skrzydłowego. Występował w NBA, w takich zespołach jak: Chicago Bulls, Detroit Pistons, San Antonio Spurs, Los Angeles Lakers oraz Dallas Mavericks.

## Wczesne lata
Urodził się w Trenton w stanie New Jersey jako syn Shirley i Philandera Rodmana Jr., członka Air Force, który później walczył w wojnie wietnamskiej. Kiedy miał trzy lata, ojciec opuścił rodzinę, w końcu osiadł w Filipinach. Wtedy Rodman wraz z matką oraz dwiema siostrami, Debrą i Kim, przeniósł się do Dallas w stanie Teksas. Pochodził z ubogiej rodziny; jego matka musiała sama utrzymać siebie i trójkę dzieci.
Uczęszczał do Cooke County Junior College, a następnie studiował w Southeastern Oklahoma State University.
W szkole średniej nie myślał o koszykówce; dopiero jako starszy nastolatek w ciągu jednego roku urósł o 27 cm i był to pierwszy z wielu przełomów w jego życiu. Po ograniczonych występach w barwach Cooke County College w Gainesville, stan Teksas, Rodman grał w barwach Southern Oklahoma State University (liga uniwersytecka NCAA), gdzie dał się poznać zarówno jako strzelec, jak i zawodnik zbierający piłki. Dennis Rodman, obok Billa Russella i Wilta Chamberlaina, statystycznie jest najlepszym zbierającym w historii ligi, zaliczał olbrzymi procent wszystkich zbiórek swojej drużyny. 
Swój przydomek „Robak” (The Worm), pod którym znany był w czasie koszykarskiej kariery uzyskał już jako nastolatek. Pseudonim wziął się od tego, że Rodman grając na automatach do gry wił się wokół urządzeń, podkreślając ruchami ciała zaangażowanie w grę.

## Kariera zawodowa

### Detroit Pistons
Detroit Pistons zwrócili na niego uwagę wybierając go w drugiej rundzie draftu z 1986. W owym czasie Pistons byli drużyną z przyszłością prowadzoną przez Isiaha Thomasa (rozgrywający), Joe Dumarsa (rzucający obrońca), Billa Laimbeera (środkowy). Mieli również w drużynie takich graczy, jak Adrian Dantley, Vinnie Johnson, John Salley i Rick Mahorn. Pistons odpadli z fazy play off w roku 1987 pokonani przez Boston Celtics, chociaż Rodman wykonał przyzwoitą pracę powstrzymując gwiazdora „Celtów”, Larry’ego Birda.
W 1988 Rodman zbierał więcej piłek i bronił lepiej niż wcześniej. W 1989 jego praca została dostrzeżona i oceniona, a on sam otrzymał nagrodę „Obrońcy Roku”, pierwszą z dwóch, które otrzymał z rzędu. Ukończył sezon za Laimbeerem jako drugi w drużynie pod względem liczby zbiórek, a także pomógł Pistons w drodze po pierwszy mistrzowski tytuł dla „Tłoków” pokonać drugi rok z rzędu młodych Chicago Bulls. Następny rok był prawie identyczny, Pistons ponownie pokonali Bulls w Finale Konferencji Wschodniej, zdobywając drugi raz z rzędu mistrzostwo NBA, a Rodman znów otrzymał tytuł Obrońcy Roku. Ponadto Pistons zanotowali 63 zwycięstwa w sezonie zasadniczym ustanawiając rekord klubu.
W 1991 Pistons doznali wstrząsu, kiedy zostali gładko pokonani przez Bulls w Finałach Konferencji Wschodniej. Rodman prowadził w drużynie w zbiórkach, ale to nie wystarczyło. W 1992 Rodman grał, zaliczając średnio 18 zbiórek na mecz i zdobywając pierwszy z siedmiu zdobytych z rzędu tytułów najlepiej zbierającego zawodnika. W jednym ze spotkań zebrał 34 piłki ustanawiając rekord kariery. Rodman nie był ani silniejszy, ani nie miał większego zasięgu rąk od przeciwników. Zamiast tego, używał „prawie naukowego” podejścia, aby obliczyć jak piłka odbije się od kosza lub tablicy i znaleźć się na najlepszej pozycji, żeby ją zebrać. Na koniec sezonu 1991/1992 zajął drugie miejsce w głosowaniu na obrońcę roku NBA.
Rok 1993 był drugim sezonem Rodmana, w którym zebrał najwięcej piłek, ale był to jego ostatni rok w Pistons. Po zakończeniu sezonu został sprzedany do San Antonio Spurs za Seana Elliotta.

### Przemiana
W 1993 opuściła go żona, Anicka, zabierając ze sobą ich córkę – Alexis. Wydarzenie to było dla Rodmana wielką traumą. Pewnej nocy podczas sezonu 1992/93 Dennis został znaleziony na parkingu pod halą gdzie grają Pistons – The Palace of Auburn Hills na przedmieściach Detroit, gdzie siedział w swojej półciężarówce z naładowaną strzelbą. Potem przyznał w jednej z dwóch swoich autobiografii, że „była to noc kiedy zabił starego Dennisa i pozwolił wyłonić się nowemu Dennisowi”. Nowy Dennis miał nie być już nieśmiały, lecz bezkompromisowy i pełen wiary w siebie.

### San Antonio Spurs
W San Antonio Rodman kontynuował swoją pracę jako „czyściciela tablic”, przez co pozwolił środkowemu Davidowi Robinsonowi na zdobywanie większej liczby punktów, dzięki czemu ten ostatni zdobył tytuł najlepszego strzelca ligi. W ten sposób po raz pierwszy zawodnicy z jednej drużyny zwyciężyli w klasyfikacji liczby zdobywanych punktów i zbieranych piłek, ale nie był to ostatni raz Rodmana. W następnym sezonie Rodman pomógł San Antonio wygrać 62 spotkania, ustanawiając w ten sposób rekord klubu, a także dotrzeć do Finałów Konferencji Zachodniej.
Niestety, jego nieobliczalne życie poza parkietem, włączając w to krótki, ale głośno publicznie komentowany związek z Madonną, a także wybryki na parkiecie, takie jak farbowanie włosów, sprawiły, że działacze Spurs mieli go dość. Decyzję władz „Ostróg” o rozstaniu z Rodmanem przesądziło nieprzybycie „Robaka” z resztą drużyny na decydujący piąty mecz Finałów Konferencji Zachodniej.

### Chicago Bulls
Po sezonie Rodman został oddany do Chicago Bulls za środkowego Willa Perdue, aby zapełnić wielką dziurę, która powstała po odejściu z „Byków” silnego skrzydłowego HoRace’a Granta. Bulls z Rodmanem i Michaelem Jordanem, który wrócił z emerytury, poprawili się w sezonie zasadniczym o 25 zwycięstw, z 47 na 72 ustanawiając rekord wszech czasów w lidze NBA. Później w fazie play off Bulls łatwo poradzili sobie w drodze do Finałów Ligi NBA i zdobyli mistrzostwo ligi. Rodman, Michael Jordan i Scottie Pippen znaleźli się w Pierwszej Drużynie Najlepszych Obrońców (All-Defensive First Team). Po raz pierwszy w historii trzech graczy tej samej drużyny znalazło się w pierwszym składzie. Rodman był najlepszym w lidze w zbiórkach (piąty rok z rzędu), a Jordan był najlepszym strzelcem, drugi przypadek w historii, kiedy koledzy z drużyny byli najlepszymi w punktach i zbiórkach. Powtórzyli swój sukces w roku 1997 i 1998, a drużyna po raz drugi w ciągu 8 lat zdobyła trzy razy z rzędu tytuł mistrzowski.

### Los Angeles Lakers i Dallas Mavericks
Po zakończeniu sezonu Rodman opuścił Chicago, a Bulls rozpoczęli gruntowną przebudowę drużyny. Był to zarazem jego ostatni poważny sezon, gdyż w sezonach 1998/99 i 1999/2000 grał krótko, odpowiednio, w Los Angeles Lakers i Dallas Mavericks.
W zespole „Jeziorowców” (był tam partnerem m.in. Shaquille'a O'Neala i Kobe'ego Bryanta) zagrał w 23 meczach, odnosząc z drużyną 17 zwycięstw i uzyskując średnio 11,2 zbiórki na występ. Rozwiązano z nim kontrakt 10 meczów przed końcem sezonu regularnego, gdyż podczas swojego siedmiotygodniowego pobytu w drużynie z Los Angeles kilkakrotnie opuszczał lub spóźniał się na treningi, a także odmówił gry w czwartej kwarcie spotkania z Timberwolves, tłumacząc się sztywnością mięśni, oraz wyjścia trzy dni później na drugą połowę meczu z Blazers z powodu rzekomego zapalenia łokcia. Występował z „73” na koszulce, pozostając do dziś (sezon 2020/21) jedynym graczem w historii NBA noszącym ten numer.
W zespole Mavericks (grał z numerem 70) został zatrudniony kilkanaście dni po przejęciu zespołu przez milionera, Marka Cubana. W klubie z Dallas (w tym mieście dorastał) spędził 29 dni, rozgrywając swoje ostatnie 12 meczów w NBA i notując średnio 14,3 zbiórki. W tym czasie był dwukrotnie wykluczony z gry za niestosowne zachowanie, zawieszony przez ligę na jeden mecz oraz dwukrotnie ukarany na sumę 13,5 tys. dolarów za odmowę opuszczenia boiska w regulaminowym czasie. Po serii pięciu porażek został 8 marca 2000 roku zwolniony, co tłumaczono niespełnieniem przez niego oczekiwań dyrekcji i trenera. Decyzja ta zbiegła się także z publicznym skrytykowaniem Cubana przez koszykarza.

## Osiągnięcia
NBA
- 5-krotny mistrz NBA (1989, 1990, 1996–1998)[15]
- Wicemistrz NBA (1988)
- dwukrotny uczestnik meczu gwiazd NBA (1990, 1992)[16]
- Wybrany do:
  - I składu defensywnego NBA (1989–1993, 1995–1996)[17]
  - II składu defensywnego NBA (1994)[17]
  - III składu NBA (1992, 1995)[18]
  - składu najlepszych zawodników w historii NBA, wybranego z okazji obchodów 75-lecia istnienia ligi (2021)[19]
- dwukrotny Obrońca Roku NBA (1990–1991)[20]
- Lider:
  - sezonu regularnego w:
    - skuteczności rzutów z gry (1989)[21]
    - zbiórkach (1992–1998)[22]

  - play-off w średniej zbiórek (1995, 1996)[23]
- Zespół Detroit Pistons zastrzegł należący do niego numer 10[24]
- Zdobywca NBA IBM Award (1992)[25]
- MVP:
  - miesiąca NBA (styczeń 1992)[26]
  - tygodnia NBA (15.12.1991)[27]
- Członek Koszykarskiej Galerii Sław (Naismith Memorial Basketball Hall Of Fame – 2011)[28]

### Rekordy
- punktów w meczu: 34 (2.01.1991 Detroit Pistons vs Denver Nuggets)
- zbiórek w meczu: 34 (4.03.1992 Detroit Pistons vs Indiana Pacers)
- asyst w meczu: 10 (16.05.1996 Chicago Bulls vs Philadelphia 76ers)
- przechwytów w meczu: 4 (5x)
- bloków w meczu: 5 (2x: 18.01.1989 Detroit Pistons vs New Jersey Nets; 19.03.1993 Detroit Pistons vs Phoenix Suns)
- double doubles: 210
- triple doubles: 1 (10 pkt+21 zb+10 ast 16.01.1996 Chicago Bulls vs Philadelphia 76ers)

Źródło: Basketball reference

## Zawodowe zapasy (wrestling)
Rodman walczył w kilku meczach World Championship Wrestling i był członkiem zespołu nWo z Hulkiem Hoganem. Jego pierwszy mecz odbył się 13 lipca 1997 podczas „Bash At the Beach” (coroczny turniej wrestlingu). Wystąpił razem z Hoganem, ale przegrali z Lexem Lugerem i The Giantem. Podczas „Bash At the Beach” 12 lipca 1998 Rodman i Hogan pokonali Karla Malone'a i Diamonda Dallasa Page’a. Jego trzeci i ostatni mecz odbył się 14 sierpnia 1999 podczas „Road Wild” (turniej wrestlingu), a Rodman przegrał z Randym Savage’em.

## Ostatnie działania

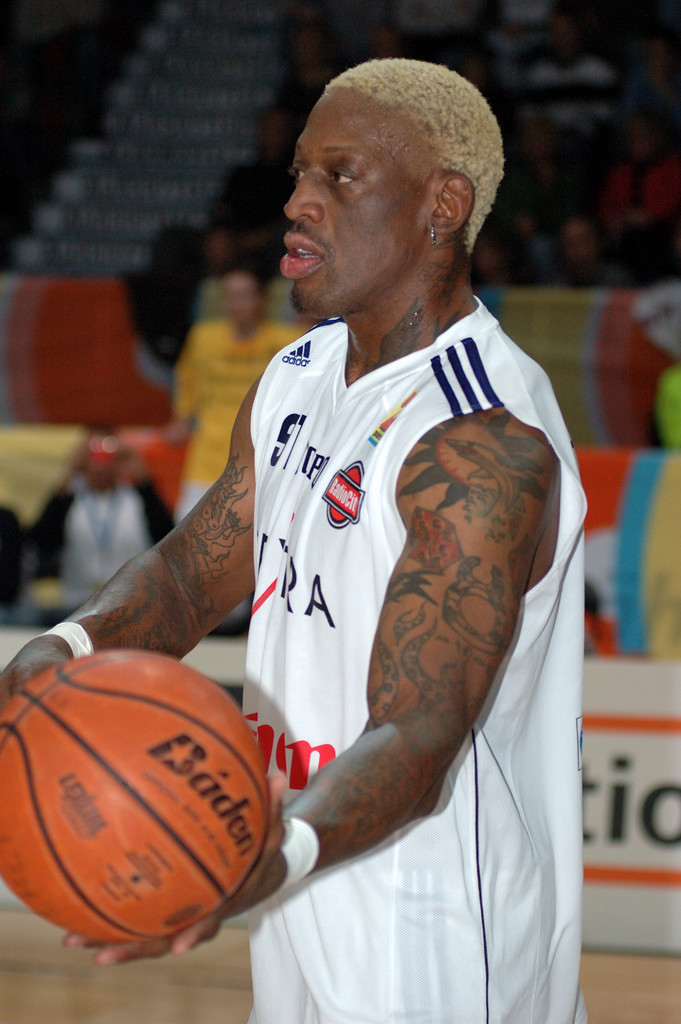
Rodman w barwach zespołu Torpan Pojat z fińskiej Korisliigi (2005).

Rodman był obecny lub brał udział w dwóch różnych konkursach w Finlandii w roku 2005. Latem pojawił się w Sonkajarvi na zawodach w „noszeniu żon”, ale zrezygnował z walki w turnieju z powodu kłopotów ze zdrowiem. 6 listopada 2005 rozegrał jeden mecz w barwach Torpan Pojat przeciwko Tapiolan Honka. Zagrał 28 minut, zdobył 17 punktów i zebrał 6 piłek. Piętnaście z 17 punktów zdobył rzutami za 3 punkty (w sumie próbował 13 rzucając zza linii rzutów za 3 punkty). Obecność Rodmana przyciągnęła rekordową liczbę 7420 widzów na mecz Korisliigi (ligi fińskiej).
W 1996 wystąpił w filmie Eddie. Wraz z Jean-Claude’em Van Dammem wystąpił w filmie akcji Ryzykanci (Double Team, 1997). Za swój wkład w film otrzymał w 1998 trzy Złote Maliny w kategoriach: „Najgorsze ekranowe połączenie”, „Najgorszy aktor drugoplanowy” i „Najgorszy debiut aktorski”, a w 2000 był nominowany do Złotej Maliny w kategorii „Najgorszy debiut aktorski dekady” (Złota Malina w tej kategorii trafiła do Pauly'ego Shore).

## Życie prywatne

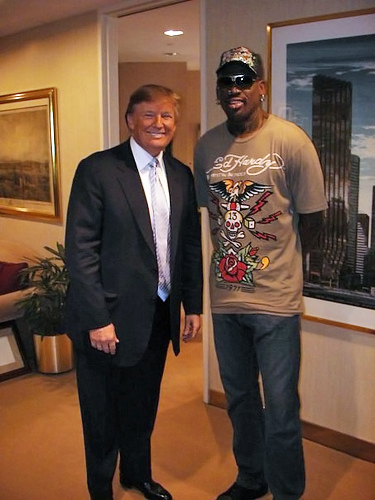
Dennis Rodman i Donald Trump (2009)

Rodman był znany ze swojego kontrowersyjnego zachowania i wyglądu, notorycznej skłonności do przeklinania publicznego lub w trakcie telewizyjnych transmisji na żywo podczas trwania jego kariery, ciała przyozdobionego licznymi tatuażami i przekłuciami, a także częstego farbowania swoich włosów na jasny, sztuczny kolor tak długo, aż jego wygląd stał się pospolity.
Był związany z Jeanie Buss. 28 września 1992 poślubił Annie Bakes, z którą ma córkę Alexis (ur. 1988). W 1993 doszło do rozwodu. Spotykał się z Madonną (1994), striptizerką Stacy Yarbrough (1997) i aktorką Vivicą A. Fox (1997). Od 14 listopada 1998 do 6 kwietnia 1999 był żonaty z aktorką i modelką Carmen Electrą. Romansował z Jaimyse Haft (2002), byłą żoną Christophera Lamberta. 13 maja 2003 ożenił się z Michelle Moyer, z którą ma dwójkę dzieci: syna D.J. (ur. 2000) i córkę Trinity (ur. 2001) – reprezentantkę USA w piłce nożnej. W 2012 roku rozwiedli się. Od sierpnia 2003 do roku 2004 był związany z Alicią Douvall.
Podczas publicznego występu promującego jego autobiografię Bad as I Wanna Be (Tak zły, jak chcę być; w Polsce wydane pod tytułem Zły do szpiku kości) wystąpił ubrany w suknię ślubną. Wyznał wówczas, iż jest biseksualistą, oraz że poślubił samego siebie.
16 listopada 2009 roku został aresztowany w Niemczech po tym, gdy nie zapłacił rachunku opiewającego na 3 tys. euro za usługi w jednym z niemieckich hoteli.

## Odniesienia w kulturze masowej
Polska grupa muzyczna Tuff Enuff stworzyła utwór zatytułowany „Rodman” zawarty na albumie Diablos Tequilos (1997), zainspirowany osobą koszykarza.
Również hip-hopowe trio z Atlanty – Migos – nagrało utwór pod tytułem Dennis Rodman, który znajduje się na ich mixtape Young Rich Niggas (2013). Gościnnie wspomógł ich Gucci Mane.

## Książki
- Dennis Rodman: Rebound: The Dennis Rodman Story. Crown, 1994-02-08. ISBN 0-517-59294-0. Brak numerów stron w książce
- Dennis Rodman, Tim Keown: Bad as I Wanna Be. Dell, 1997-05-12. ISBN 0-440-22266-4. Brak numerów stron w książce
- Dennis Rodman: Walk on the Wild Side. Delacorte Press, 1997-04-30. ISBN 0-385-31897-9. Brak numerów stron w książce
- Dennis Rodman: No Bull: The Unauthorized Biography of Dennis Rodman. St. Martin’s Press, 1997-10-15. ISBN 978-0312171193. Brak numerów stron w książce
- Dennis Rodman, Jack Isenhour: I Should Be Dead By Now. Sports Publishing LLC, 2005-10-01. ISBN 1-59670-016-5. Brak numerów stron w książce
- Dennis Rodman, Dustin Warburton: Dennis the Wild Bull. Neighborhood Publishers, 2013-02-02. ISBN 0-61575-249-7. Brak numerów stron w książce
- Dennis Rodman, Jack Isenhour: I Should Be Dead By Now: The Wild Life and Crazy Times of the NBA's Greatest Rebounder of Modern Times. Sports Publishing, 2013-03-06. ISBN 978-1613210741. Brak numerów stron w książce